# Sebastiano de Berito
Sebastiano ou Sebastião (em latim: Sebastianus) foi um estudioso romano do século IV, ativo na cidade de Berito (atual Beirute, no Líbano). É incerto qual foi seu ofício, embora é provável que era professor de direito. Em 388, foi destinatário da epístola 912 de Libânio na qual a ele é solicitado ajuda com um aluno. Essa carta faz parte de um conjunto de epístolas enviadas por Libânio para Berito nesse período.